# Bitterlinge (Fische)
Die Bitterlinge (Acheilognathidae) sind eine Familie der Karpfenartigen (Cypriniformes). Die Fische leben in Asien, mit Ausnahme Zentralasiens, aber inklusive Japans. Zwei Arten kommen auch in Europa vor.
Bitterlinge haben eine relativ lange Afterflosse, die von neun bis zwölf Flossenstrahlen gestützt wird und nach vorn bis unter die Rückenflosse reicht. Barteln fehlen oder sind nur klein. Von den für Karpfenfische charakteristischen Schlundzähne haben die Fische nur eine Reihe. Die Fische werden 4,7 bis 27,5 Zentimeter lang.

## Fortpflanzung
Bitterlinge laichen in die Mantelhöhle von Fluss- und Teichmuscheln (Unionidae) (Gattungen Unio und Anodonta). Dazu lockt das Männchen das Weibchen zu einer Muschel. Um die Eier sicher in die Muschel abzulegen, bilden die Weibchen während der Laichzeit eine lange Legeröhre. Den Männchen wachsen zur Laichzeit auf der Schnauzenspitze Perlorgane.

## Gattungen
- Familie Acheilognathidae
  - Acanthorhodeus Bleeker, 1871 (2 Arten)
  - Acheilognathus Bleeker, 1860 (37 Arten)
  - Paracheilognathus (Günther, 1868) (1 Art)
  - Paratanakia Chang et al., 2014
  - Pseudorhodeus Chang et al., 2014
  - Rhodeus Agassiz, 1832 (18 Arten)
  - Sinorhodeus Li et al., 2017 (1 Art)
  - Tanakia Jordan & Thompson, 1914 (3 Arten)

## Systematik
Die Bitterlinge wurden 1863 durch den niederländischen Ichthyologen Pieter Bleeker als Taxon eingeführt. Sie galten lange Zeit als Unterfamilie der Karpfenfische (Cyprinidae). Stout und Kollegen hoben im Jahr 2016 alle Unterfamilien der Cyprinidae in den Familienstatus. Die wissenschaftliche Fischdatenbank Catalog of Fishes übernahm dies und führt die Bitterlinge ebenso wie die übrigen ehemaligen Unterfamilien der Cyprinidae inzwischen als eigenständige Familien.

## Belege
1. ↑  Maurice Kottelat, Jörg Freyhof: Handbook of European freshwater fishes. Kottelat und Freyhof, Cornol (Schweiz) und Berlin 2007, ISBN 978-2-8399-0298-4, S. 82–84.
2. ↑  Richard van der Laan, William N. Eschmeyer & Ronald Fricke: Family-group names of Recent fishes. Zootaxa 3882 (2): 001–230 doi: 10.11646/zootaxa.3882.1.1
3. ↑  Stout, C.C., Tan, M., Lemmon, A.R., Moriarty Lemmon, E. & Armbruster, J.W. (2016): Resolving Cypriniformes relationships using an anchored enrichment approach. BMC Evolutionary Biology, November 2016. DOI: 10.1186/s12862-016-0819-5
4. ↑  Eschmeyer, W. N. & Fong, J. D.: Catalog of Fishes
Species by Family/Subfamily abgerufen am 11. September 2018